# هاينريش بورك
هاينريش بورك (بالألمانيةHeinrich Burk)، (ولد عام 1914 في باد ناوْهايم) هو كاتب ألماني.
ولد بورك في باد ناوهايم عام 1924 وعمل في تجارة الكتب. كتب أعمالا أدبية من بينها روايات وكتبا تختص بمسقط رأسه باد ناوهايم. من بينها كتابا يصف فيه فترة زيارة إلفيس بريسلي لباد ناوهايم.